# 麻生かほ里
麻生 かほ里（あそう かおり、1967年6月26日 - ）は、日本の女優、声優、歌手。東京都出身。アミューズ所属。

## 略歴
共立女子短期大学卒。日本銀行勤務を経て女優活動を開始。その時は通勤中に偶々見つけた新聞で『ミス・サイゴン』のオーディション告知を見つけて応募したことがきっかけで、演劇界に足を踏み入れたという。かつてはアーサに所属していた。

## 人物
舞台・ミュージカルを中心に活動しており、1993年にディズニー映画『アラジン』の吹き替えを担当し、1995年に『ナースエンジェルりりかSOS』でTVアニメ初主演。以降は声優・ナレーターとしても活動をはじめ、アニメではりりかSOSの監督だった大地丙太郎の作品を中心に出演している。
毎年開催されているオーケストラ・ツアー「ディズニー・オン・クラシック」では2015年以降毎年出演している。
2006年に結婚。長女と次女の2人の子持ちであり、長女と次女の誕生日は同じ3月28日生まれである。

## 出演
太字はメインキャラクター。

### テレビアニメ
1995年
- ナースエンジェルりりかSOS（森谷りりか）

1996年
- こどものおもちゃ（飛田まゆ）

1997年
- キューティーハニーF（アリナ）
- ケロケロちゃいむ（トット）
- こちら葛飾区亀有公園前派出所（麻里愛、麻里稟）

1998年
- おじゃる丸（1998年 - 、本田朝子、電ボ子〈2代目〉、カナヨ、子供）
- セクシーコマンドー外伝 すごいよ!!マサルさん（マサルの母）

1999年
- ワイルドアームズ トワイライトヴェノム（ライラ・ライ）

2001年
- ジャングルはいつもハレのちグゥ（シャロン）

2002年
- 真・女神転生Dチルドレン ライト&ダーク（ナオミ）
- だぁ!だぁ!だぁ!（ベンちゃん）
- ボンバーマンジェッターズ（2002年 - 2003年、ボン婆さん、マーメイドボンバー）

2003年
- ソニックX（ティカル）
- トントンあったと にいがたの昔ばなし（ナレーション、全女性キャラクター）

2004年
- 陸奥圓明流外伝 修羅の刻（蘭）

2006年
- それいけ!アンパンマン（2006年 - 2022年、ミス・マリーネ）

2023年
- それしか ないわけ ないでしょう（おばあちゃん）

### 劇場アニメ
- トイレの花子さん（1996年、猪股実香）
- 魔法学園LUNAR! 青い竜の秘密（1997年、優秀な生徒達）
- こちら葛飾区亀有公園前派出所 THE MOVIE（1999年、麻里愛[9]）
- こちら葛飾区亀有公園前派出所 THE MOVIE2 UFO襲来! トルネード大作戦!!（2003年、麻里愛）

### OVA
- 妖精姫レーン（1995年、女性アナウンス）
- フォトン（1997年、ラマーンの妻）
- アニメーション制作進行くろみちゃん（2001年、大黒みき子）
- ジャングルはいつもハレのちグゥ デラックス（2002年、シャロン）
- サクラ大戦 ニューヨーク・紐育（2007年、プラム・スパニエル[10]）

### ゲーム
1997年
- こちら葛飾区亀有公園前派出所 中川ランド大レース!の巻（麻里愛）
- こちら葛飾区亀有公園前派出所 ハイテクビル侵攻阻止作戦!の巻（麻里愛）

1998年
- ソニックアドベンチャー（ティカル）
- どきどきポヤッチオ（リーナ）

2001年
- アドベンチャーオブ東京ディズニーシー 〜失われた宝石の秘密（ジャスミン）
- ソニックアドベンチャー2バトル（ティカル）

2002年
- キングダム ハーツ（ジャスミン）
- ボンバーマンジェッターズ（マーメイドボンバー、ボン婆さん）

2003年
- ソニックアドベンチャーDX（ティカル）

2005年
- キングダム ハーツII（ジャスミン）
- サクラ大戦V 〜さらば愛しき人よ〜（プラム・スパニエル）

2008年
- ドラマチックダンジョン サクラ大戦 〜君あるがため〜（プラム・スパニエル）

2010年
- こちら葛飾区亀有公園前派出所 勝てば天国!負ければ地獄! 両津流 一攫千金大作戦!（麻里愛）

### ドラマCD
- NaNa（1997年、ナナ）
- ワイルドアームズ アドヴァンスド3rd オリジナルドラマ（2002年、マヤ）

### 吹き替え

#### 映画
- クレイドル・ウィル・ロック（サンドラ・メスカル）
- ストリートファイター ザ・レジェンド・オブ・チュンリー（マヤ・スニー）
- メリー・ポピンズ（メリー・ポピンズ〈ジュリー・アンドリュース〉）※DVD版、台詞のみ
- 許されざる者（デライラ・フィッツジェラルド 〈アンナ・トムソン〉）※テレビ朝日版

#### アニメ
- アラジン（ジャスミン）
  - アラジンの大冒険
  - アラジン ジャファーの逆襲
  - アラジン完結編 盗賊王の伝説
  - DISNEY PRINCESS おとぎの国のプリンセス/夢を信じて
  - ちいさなプリンセス ソフィア
  - シュガー・ラッシュ:オンライン（ジャスミン[11]）
- おやゆび姫 サンベリーナ（サンベリーナ）
- グーフィー・ムービー ホリデーは最高!!（ロクサーヌ）
- スワン・プリンセスシリーズ（オデット姫）※歌のみ
  - スワン・プリンセス2/魔王の城
- ハウス・オブ・マウス（ロクサーヌ、ジャスミン）
- パワーパフガールズ（2001年 - 2005年／2009年：ブロッサム）
- パワーパフガールズ・ムービー（2002年：ブロッサム）
- パワーパフガールズ：ダンスパンツにご用心!（2014年、ブロッサム）
- 美女と野獣 ベルの素敵なプレゼント（アンジェリーク）
- Netflix「ビーボ」（ローサ・ヘルナンデス）
- ヘラクレス（ジャスミン）
- ウィッシュ（2023年）[12]

### ムービーコミック
- Beeマンガ ロマンスの泉（2011年、岡村早都子）
- Beeマンガ ユニコ（2012年、ゼフィルス、ナレーション）

### テレビドラマ
- 心はロンリー気持ちは「…」（2003年8月29日 フジテレビ） - 双葉
- ママが料理をつくる理由（2007年3月3日 フジテレビ） - 裕也の母
- the波乗りレストラン（2008年11月1日 - 11月9日、日本テレビ） - 牧場の人
- 宮部みゆきミステリー パーフェクト・ブルー（2012年10月 - 12月、TBS） - 江島瑠璃子
- 土曜ワイド劇場『おかしな刑事9』（2012年10月13日、テレビ朝日） - 吉田
- 金曜プレステージ浅見光彦シリーズ第50弾『貴賓室の怪人』（2014年4月4日、フジテレビ） - 礼子
- 守護神・ボディーガード 進藤輝 Epispode3（2014年6月9日 TBS） - 中屋敷七海
- 地味にスゴイ! 校閲ガール・河野悦子（2016年10月 - 12月、日本テレビ） - 坂下梢
  - 地味にスゴイ!DX　校閲ガール・河野悦子（2017年9月20日）

### 舞台・ライブ
- スタジオ一番街 サンデーパフォーマンス（1983年3月）
- ミュージカル「小公女セーラ」（1985年3月）
- ミュージカル「小公女セーラ」（1986年7月 - 8月 / エミリー役）
- ミュージカル「ミス・サイゴン」（1992年4月 - 1993年9月 / 日本初演 / 帝国劇場）
- ミュージカル「ドンナ・ジョアンナ」（1993年10月 / ジュリア役 / アートスフィア）
- ミュージカル「屋根の上のヴァイオリン弾き」（1994年4月 / 帝国劇場）
- ミュージカル「アン・シャーリー物語」（1994年8月 / シェイン役 / サンシャイン劇場 / 新神戸オリエンタル劇場）
- コミュニケーション・ステージ（手話劇）「野に咲く花なら」（1994年10月 / 新宿シアター・アプル）
- ミュージカル「サウンド・オブ・ミュージック」（1995年4月 - 5月 / 帝国劇場、8月 / 中日劇場、飛天）
- ミュージカル「アイリーン」（1995年10月 / 日生劇場）
- ミュージカル「シー・ラヴズ・ミー」（1995年12月 / 帝国劇場）
- 音楽劇「狸御殿」（1996年3月 / 新橋演舞場）
- 現代劇「恋風」（1996年4月 - 5月 / 飛天、東京宝塚劇場）
- ミュージカル「屋根の上のヴァイオリン弾き」（1996年7月 - 8月 / 帝国劇場）
- ミュージカル「エイニシング・ゴーズ」（1996年10月 / 日生劇場）
- ミュージカル「シー・ラヴズ・ミー」（1997年3月 / 中日劇場、8月 / 飛天）
- ミュージカル「ワンステップ・トゥ・ミュージカル」（1997年5月 - 6月 / 地方公演）
- ミュージカル「42nd Street」（1997年12月 / フィリス役 / 日生劇場）
- ミュージカル「サウンド・オブ・ミュージック」（1998年3月 - 4月 / シスター・ソフィア役 / 日生劇場）
- ミュージカル「蜘蛛女のキス」（1998年5月 - 8月 / マルタ役 / 青山劇場 / 近鉄劇場 / 他）
- ミュージカル「シー・ラヴズ・ミー」（1997年11月 / 青山劇場）
- ミュージカル「COMPANY」（1999年2月 - 3月 / キャシー役 / 青山劇場 / シアタードラマシティ / 他）
- ミュージカル「レ・ミゼラブル」（1999年5月 - 8月 / マテロット役 / 帝国劇場）
- ミュージカル「カルメン」（1999年10月 - 11月 / メルセデス役 / 青山劇場）
- タップ＆ソングショー「Shoes On!」（2000年1月 / 博品館劇場 / 新神戸オリエンタル劇場 / 他）
- ミュージカル「NEVER FOREVER」（2000年2月 / 主演・サリー役 / 東京芸術劇場小ホール）
- 「ビギン・ザ・ビギン」（2000年4月 - 5月 / 恵子役 / 中日劇場 / 帝国劇場）
- ミュージカル「PAPER MOON」（2000年7月 - 8月 / シアターコクーン / 全国公演）
- タップ＆ソングショー「Shoes On!2」（2001年1月 / 博品館劇場 / 京都駅ビル劇場シアター / 横浜21世紀座）
- ミュージカル「カルメン」（2001年3月・10月 / メルセデス役 / 中日劇場 / 梅田コマ劇場）
- ミュージカル「スヌーピー!!!ザ・ミュージカル」（2001年4月 - 5月 / サリー役 / 横浜21世紀座）
- ミュージカル「リトルショップオブホラーズ」（2001年8月 - 9月 / ロネット役 / 天王洲アートスフィア / 大阪厚生年金会館芸術ホール）
- ミュージカル「42nd Street」（2002年1月 / アン・ライリー役 / 博多座）
- 「ビギン・ザ・ビギン」（2002年11月 / 恵子役 / 帝国劇場）
- ミュージカル「ZIPPER」（2003年3月 / 青山円形劇場）
- ミュージカル「MOTHER」（2003年6月 / コメディ役 / 全労災ホールスペースゼロ）
- こちら葛飾区亀有公園前派出所（2003年）バイオレット
- タップ＆ソングショー「Shoes On!5」（2004年1月 / 博品館劇場）
- ミュージカル「サウンド・オブ・ミュージック」（2004年5月 / シスターマルガレータ役 / 博多座）
- 「ナイン　THE MUSICAL」（2004年10月 / マリア役 / 天王洲アートスフィア）
- タップ＆ソングショー「Shoes On!6」（2005年1月 / 博品館劇場）
- ミュージカル「ZIPPER」（2005年6月 / 品川クラブex）
- 空がくれた贈りもの（2005年9月 / 原宿アストロホール）
- 「黄昏にカウントコール」（2006年7月 / 紀伊國屋ホール）
- CINEMATIC Lives（2006年12月9日 / 原宿アストロホール）
- 「黄昏にカウントコール」（2007年7月 / 亀戸カメリアホール）
- 扉座第39回公演「LOVE LOVE LOVE R36」（2007年12月 / THEATER/TOPS）
- 歌謡シアター「ラムネ〜木綿のハンカチーフ編〜」（2008年3月 / 新宿FACE）
- 小倉久寛ひとり立ち公演vol.2「ウノ！ドス！トレス！」（2010年2月 / シアターサンモール）
- ミュージカル「リトルショップオブホラーズ」（2010年5月 - 6月 / ロネット役 / 本多劇場）
- 「今の私をカバンにつめて」（2010年9月 - 10月 / 青山円形劇場 / 大阪ビジネスパーク円形ホール）
- ミュージカル「リトルショップオブホラーズ」（2012年6月 - 7月 / ロネット役 / 本多劇場）
- ミュージカル「マイ・フェア・レディ」（2013年5月 / アインスフォード・ヒル夫人役 / 日生劇場）
- 「今の私をカバンにつめて」（2013年9月 / 青山円形劇場 / 大阪ビジネスパーク円形ホール）
- サクラ大戦シリーズ プラム・スパニエル
  - 紐育レビュウショウ（2007年 - 2008年）
  - 武道館ライブ 〜帝都・巴里・紐育〜（2007年）
  - 紐育星組ライブ2011 〜星を継ぐもの〜（2011年）
  - 武道館ライブ2 〜帝都・巴里・紐育〜（2011年）
  - 紐育星組ライブ2012 〜誰かを忘れない世界で〜（2012年）

- 朗読劇「タチヨミ」
  - 第四巻（2018年1月12日 - 21日 / 下北沢小劇場B1）
  - 第五巻（2019年1月12日 - 20日 / 下北沢小劇場B1）
  - 第六巻（2020年1月10日 - 19日 / 下北沢小劇場B1）
  - 第七巻（2020年9月17日 - 22日 / 赤坂 草月ホール）
  - 第八巻（2021年1月8日 - 17日 / 下北沢小劇場B1）
  - 第九巻（2022年1月7日 - 16日 / 下北沢小劇場B1）
  - 第十巻（2023年2月8日 - 12日 / 池袋 サンシャイン劇場）
  - 最終巻-（2025年6月11日 - 15日、本多劇場）[13]
- ワイルドアームズ「Score Re;fire #1 〜WILD ARMS Vocal Songs Concert」（2018年12月15日 横浜関内ホール大ホール）
- ワイルドアームズ「Score Re;fire #2 〜WILD ARMS Vocal Songs Concert 2019〜」（2019年10月14日 市川市文化会館）
- 「NHK音楽祭 2014 こどものためのクラシックワンダーランド」（2014年9月 / みんなの広場ふれあいホール）
- 「フレンズ・オブ・ディズニー・コンサート」（2015年2月 / 東京国際フォーラム ホールA）
- 「Disney D23 EXPO Japan 2015」（2015年11月 / 舞浜アンフィシアター）
- クリスマスステップコンサート（2015年12月15日 / オーチャードホール）
- 「フレンズ・オブ・ディズニー・コンサート」（2019年4月 / 東京国際フォーラム ホールA）
- ミュージカル「マイ・フェア・レディ」（2016年7月 / アインスフォード・ヒル夫人役 / 東京芸術劇場プレイハウス）
- ミュージカル「In Touch」（2018年8月 - 9月 / マーリン役 / 水戸芸術館ACM劇場 / シアタートラム）
- 「本番です」（2019年7月 / 恵比寿エコー劇場）
- 舞台「あの日見た花の名前を僕達はまだ知らない。」（2022年） - 本間イレーヌ 役[14]
- bpm15周年記念公演「DRAGON BOWL」（2022年5月5日 - 8日 / こくみん共済 coop ホール / スペース・ゼロ）
- ミュージカル「アゲイン！」（2022年11月16日 - 20日 / 萬劇場）
- 「DEAR MY PRINCESS THE LIVE VOL.1」（2023年1月9日、2023年2月19日 / 原宿の杜 ルアール東郷）
- ミュージカル「ジプシー」（2023年4月9日 - 30日 / 東京芸術劇場プレイハウス、5月4日 - 7日 / 森ノ宮ピロティホール、5月12日 - 14日 / 刈谷市総合文化センターアイリスホール大ホール、5月18日 - 21日 / キャナルシティ劇場）
- 明治座創業150周年記念「赤ひげ」（2023年10月28日 - 11月12日 / 明治座、12月14日 - 16日 / 新歌舞伎座）
- テンダープロプロデュース 朗読劇「遠き夏の日2025」（2025年8月21日 - 23日〈予定〉、赤坂RED/THEATER）[15][16]

### 映画
- 携帯彼女（2011年） - 村瀬夕子 役

### その他
- あなたが選ぶ映画音楽（2004年4月18日 NHK-BS）
- カートゥーン ネットワークスポットCM（ブロッサムの声）
- 水野キングダム loves パワーパフガールズ（ブロッサムの声）
- たけし!（ジャンプ・スーパー・アニメツアー'98『世紀末リーダー伝たけし!』主題歌）
- TITAN（創価学会音楽隊結成50周年記念演奏会実況録音 『ピーターと狼』ナレーション）
- オールスター感謝祭'12秋
- 東京ディズニーリゾート ドリームフォースマイルII《ダイジェスト版》スペシャルイベント編　ショー&パレード編（ブルーレイ / DVD、2015年2月4日発売）
- 東京ディズニーリゾート（ジャスミン）
- 東京ディズニーランド パレード『ドリーミング・アップ！』（メリー・ポピンズ）
- The GAME キュンファイDEATHマッチ!!

## ディスコグラフィ

### シングル
- 新しい冒険（1993年11月28日）
- ドキドキ（1994年3月16日）
- アクセス（1994年6月17日）
- Winter Game（1994年11月11日）
- リップ（1995年1月20日）
- りりかSOS（1995年8月4日）
- 笑顔を忘れない（1996年1月24日） - 『ナースエンジェルりりかSOS』エンディングテーマ「笑顔を忘れない」収録
- リズム（1996年6月19日）
- 愛のメロディー（1997年9月17日）
- Sweet Memory（1998年5月6日）
- ファミリー（1999年5月14日）
- メジャー（2000年3月22日）
- キンモクセイ（2001年6月13日）
- Yell（2002年5月8日）
- ピーチティー（2004年5月12日）
- 僕等がいた エンディングテーマSelection『想い』（2006年10月25日） - テレビアニメ『僕等がいた』挿入歌「ここにいて」収録

### アルバム
- ダークセイバー サウンド・ファクトリー・シリーズ VOL.3 オリジナル・ボーカルトラック（1996年9月21日） - エンディングテーマ
- こどものおもちゃ サウンドトラックVol.3（1998年1月21日） - 挿入歌
- ワイルドアームズ セカンドイグニッション オリジナル・サウンドトラック（1999年10月1日） - 挿入歌&EDテーマ
- ワイルドアームズTV アニメーション サウンドトラック（2000年1月21日） - 挿入歌
- GENTLE HEART（2002年2月17日）[17]
- ワイルドアームズ アドヴァンスドサード オリジナル・サウンドトラック（2002年3月20日） - 挿入歌&EDテーマ
- 「アローン ザ ワールド」ワイルドアームズ・ボーカルコレクション（2002年7月24日）
- ワイルドアームズ アルターコード:エフ オリジナルスコア（2004年1月21日） - 挿入歌&EDテーマ
- ワイルドアームズ ザ フォースデトネイター オリジナルスコア（2005年6月22日） - 挿入歌&EDテーマ
- RIZ-ZOAWD オリジナルサウンドトラック（2009年2月25日） - OP&EDテーマ
- ノーラと刻の工房 霧の森の魔女 オリジナル・サウンドトラック（2011年11月26日） - 挿入歌&EDテーマ
- milestone〜ワイルドアームズ・ヴォーカルコレクション2（2019年2月6日）